# Ривергаро
Ривергаро (итал. Rivergaro) —  коммуна в Италии, располагается в регионе Эмилия-Романья, подчиняется административному центру Пьяченца.
Население составляет 6101 человек (на 2004 г.), плотность населения составляет 128 чел./км². Занимает площадь 43 км². Почтовый индекс — 29029. Телефонный код — 0523.